# Carina Hermann

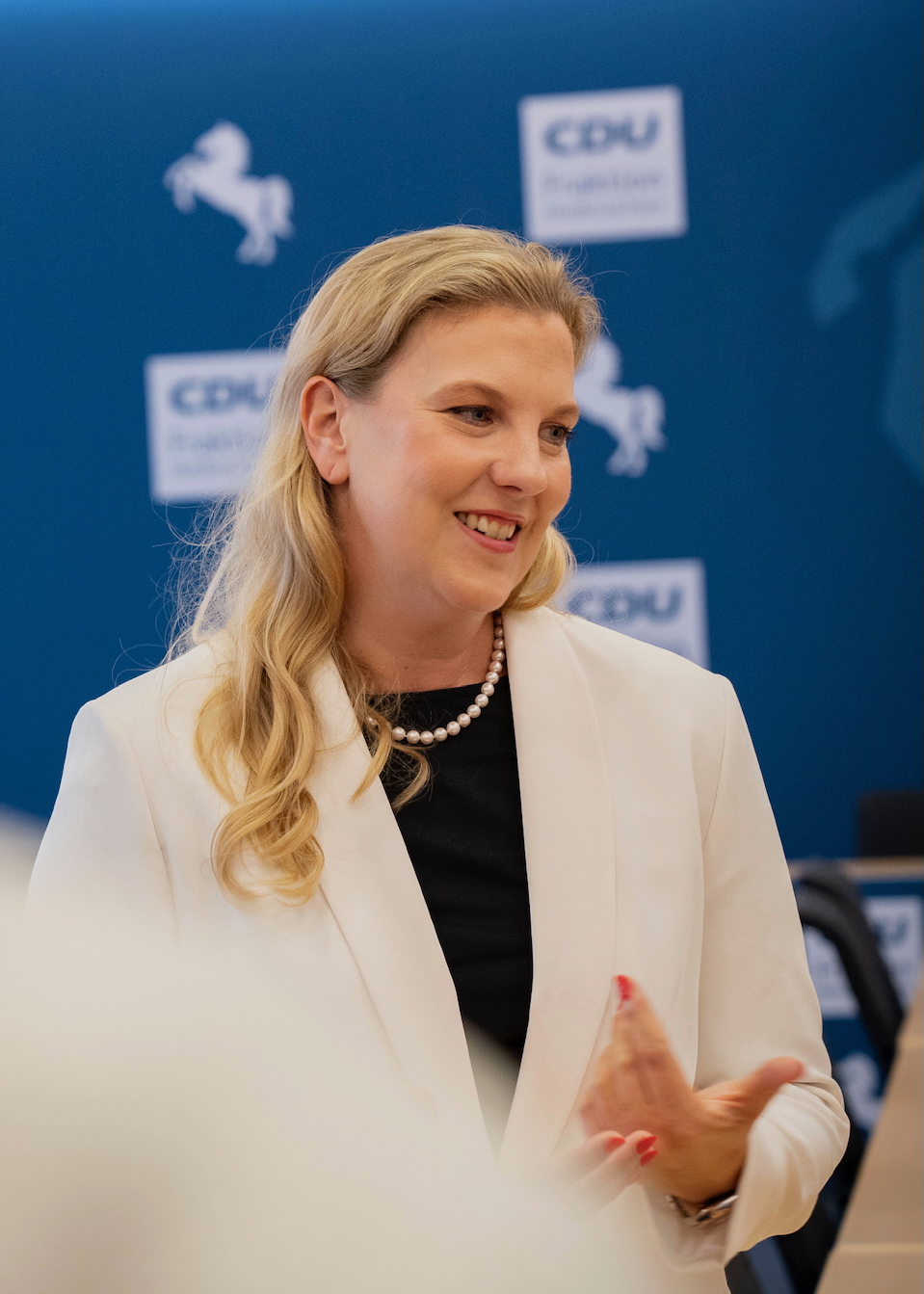
Carina Hermann

Carina Hermann (* 19. Dezember 1984 in Kassel) ist eine deutsche Politikerin (CDU). Seit 2022 ist sie Mitglied des Niedersächsischen Landtages und Parlamentarische Geschäftsführerin der CDU-Landtagsfraktion.

## Karriere
Hermann studierte Rechtswissenschaften an der Universität Göttingen. 2010 legte sie die erste, 2013 die zweite Staatsprüfung ab. Anschließend war sie Richterin am Amtsgericht Göttingen und am Landgericht Göttingen. Ab 2018 war sie im Niedersächsischen Justizministerium tätig, zunächst als persönliche Referentin von Ministerin Barbara Havliza, später als Referatsleiterin. Von 2021 bis 2022 war sie Büroleiterin des Vorsitzenden der CDU-Landtagsfraktion, Dirk Toepffer.
Seit 2020 ist Carina Hermann Vorsitzende des CDU-Stadtverbandes Göttingen.
Seit den Kommunalwahlen in Niedersachsen 2016 ist Hermann Mitglied des Stadtrates von Göttingen. Bei der Landtagswahl 2022 trat sie im Wahlkreis Göttingen-Stadt und auf Platz 20 der Landesliste an. Während sie im Wahlkreis der Grünen-Kandidatin Marie Kollenrott unterlag, zog sie über den Landeswahlvorschlag ins Parlament ein und wurde dort sogleich zur Parlamentarischen Geschäftsführerin der CDU-Fraktion gewählt.
Seit dem CDU-Bundesparteitag im Mai 2024 ist Hermann Beisitzerin im CDU-Bundesvorstand.